# Schäffern
Schäffern est une commune autrichienne du district de Hartberg en Styrie.